# Öretjärnen (Lima socken, Dalarna, 675099-136254)
Öretjärnen är en sjö i Malung-Sälens kommun i Dalarna och ingår i Dalälvens huvudavrinningsområde. Sjöns area är 0,044 kvadratkilometer och den befinner sig 515 meter över havet.